# Dominique Alexandre Godron
Dominique Alexandre Godron (25 de março de 1807 - 16 de agosto de 1880) foi um médico e botânico francês, nascido na cidade de Hayange, no   departamento de Mosela.

## Honras
Vários taxa foram nomeados em sua honra:
- (Asteraceae) Artemisia godronii (Rouy ex E.P.Perrier) Bonnier [1][2]
- (Asteraceae) Cirsium godronii Sch.Bip. ex Nyman [3]
- (Asteraceae) Onopordum godronii Thell. [4]
- (Convolvulaceae) Cuscuta godronii Des Moul. [5]
- (Malvaceae) Althaea godronii Alef. [6]
- (Poaceae) Elytrigia godronii (Kerguélen) Holub [7]
- (Ranunculaceae) Batrachium godronii Nyman [8]
- (Ranunculaceae) Thalictrum godronii Jord. [9]
- (Rosaceae) Rubus godronii Lecoq & Lamotte [10]
- (Rosaceae) Rubus godronii P.J.Müll. [11]
- (Scrophulariaceae) Diplacus godronii Verschaff. ex E.Morren [12]
- (Scrophulariaceae) Verbascum godronii Boros ex Thell. [13][14]
- (Scrophulariaceae) Verbascum × godronii Boreau [15]